# Тремник
Тремник (на македонска литературна норма: Тремник) е село в Северна Македония, в община Неготино.

## История
В XIX век Тремник е село в Тиквешка кааза на Османската империя. Според статистиката на Васил Кънчов („Македония. Етнография и статистика“) от 1900 година селото има 1556 жители, от които 93 българи християни, 554 българи мохамедани и 10 цигани.
По данни на българското военно разузнаване в 1908 година:
| „ | Сирково, Долни Дисан и Тремник [са] турски [помашки] села. Жителите им както и турците в Кавадар, Дреново и Неготин са най-злите спрямо българите и по-голяма част от убийствата и престъпленията, които стават в казата се вършат от тях. Те са въоръжени и в случай на война и размирици могат да съставят башибозушки шайки. | “ |

След Междусъюзническата война в 1913 година селото попада в Сърбия.
На етническата си карта от 1927 година Леонард Шулце Йена показва Тремник (Tremnik) като българо-мохамеданско (помашко) село.
В 1984 година е изградена църквата „Света Троица“.